# KwaNdebele

Bandeira de KwaNdebele

Localização de KwaNdebele

KwaNdebele foi um bantustão criado pelo governo sul-africano em 1981 antes das eleições democráticas de 1994 (durante o regime do apartheid) para ali agrupar uma parte dos sul-africanos falantes de siNdebele, no nordeste da antiga província do Transvaal, actual província de Mpumalanga.
| Bantustões da era do apartheid na África do Sul                                                                     |
| Bophuthatswana \| Ciskei \| Gazankulu \| KaNgwane \| KwaNdebele \| KwaZulu \| Lebowa \| QwaQwa \| Transkei \| Venda |